# Пјандимелето
Пјандимелето (итал. Piandimeleto) је насеље у Италији у округу Пезаро и Урбино, региону Марке.
Према процени из 2011. у насељу је живело 1580 становника. Насеље се налази на надморској висини од 325 м.

## Становништво
| 1931. | 1936. | 1951. | 1961. | 1971. | 1981. | 1991. | 2001. | 2011. |
| ----- | ----- | ----- | ----- | ----- | ----- | ----- | ----- | ----- |
| 2.711 | 2.817 | 2.917 | 2.012 | 1.660 | 1.707 | 1.795 | 1.962 | 2.146 |